# Adachi Keizo
Keizo Adachi (sinh ngày 25 tháng 1 năm 1972) là một cầu thủ bóng đá người Nhật Bản.

## Sự nghiệp câu lạc bộ
Keizo Adachi đã từng chơi cho Verdy Kawasaki.